# Asror Aliqulov
Asror Chorievich Aliqulov (ur. 12 września 1978) – uzbecki piłkarz grający na pozycji obrońcy.

## Kariera klubowa
Karierę piłkarską Karimov rozpoczął w klubie Mash'al Muborak. W 1995 roku zadebiutował w jego barwach w pierwszej lidze uzbeckiej. Grał w nim do połowy 1997 roku, a następnie przeszedł do Nasafu Karszy. Zawodnikiem tego klubu był do końca sezonu 2002.
W 2003 roku Aliqulov przeszedł do Paxtakoru Taszkent i w tamtym roku został z nim po raz pierwszy w karierze mistrzem kraju. Zdobył też wówczas Puchar Uzbekistanu. Od 2004 do 2007 roku jeszcze czterokrotnie z rzędu wywalczył z Paxtakorem tytuł mistrzowski. W latach 2004, 2005, 2006, 2007 i 2009 zdobył pięć pucharów kraju. W połowie 2009 roku odszedł z Paxtakoru do Sho'rtanu G'uzor.

## Kariera reprezentacyjna
W reprezentacji Uzbekistanu Aliqulov zadebiutował 11 lipca 1999 roku w wygranym 3:0 towarzyskim spotkaniu z Malezją. W 2004 roku wystąpił w 4 meczach Pucharu Azji 2004: z Irakiem (1:0), z Irakiem (1:0), z Arabią Saudyjską (1:0), z Turkmenistanem (1:0) i ćwierćfinale z Bahrajnem (2:2, k. 3:4). Z kolei w 2007 roku został powołany przez selekcjonera Raufa Inileyeva do kadry na Puchar Azji 2007. Tam był rezerwowym i nie rozegrał żadnego spotkania.